# Luka Mezgec
Luka Mezgec (prononcé : /lu.ka mɛz.gɛts/ ), né le 27 juin 1988 à Kranj, est un coureur cycliste slovène, professionnel depuis 2009. Sprinteur, il a  notamment remporté une étape du Tour d'Italie 2014.

## Biographie

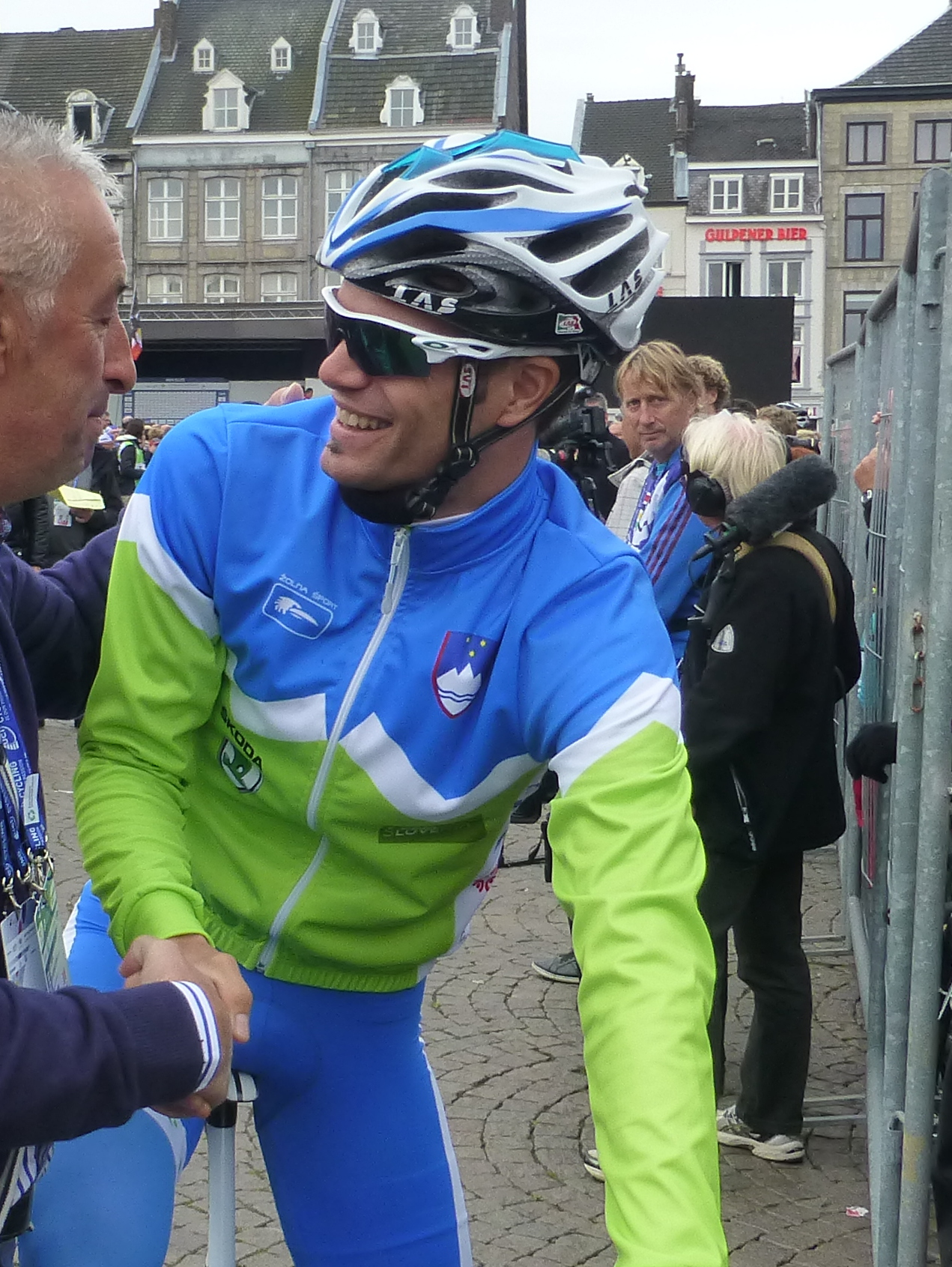
Luka Mezgec lors des championnats du monde sur route de 2012.

Luka Mezgec remporte en 2009 la course d'un jour le Vzpon na Mohor une course nationale disputée par les amateurs en Slovénie. En VTT, il devient au cours de cette saison champion de Slovénie de cross-country dans la catégorie des moins de 23 ans. En 2010, Mezgec est membre de l'équipe continentale slovène Zheroquadro Radenska. Pour sa première année dans cette équipe, il remporte la Coupe des nations Ville Saguenay, l'une des manches de la Coupe des Nations U23 sans gagner d'étapes, succédant ainsi au Français Johan Le Bon. Il participe ainsi à la victoire de la Slovénie au classement final de la Coupe des Nations U23. Il participe aux championnats du monde sur route où il se classe 91e de la course en ligne des moins de 23 ans.
En 2011, il rejoint l'équipe Sava. 
Luka Mezgec est recruté par l'équipe néerlandaise Argos-Shimano pour la saison 2013. Il participe au Tour d'Italie, son premier grand tour. Satisfait par ses résultats de début d'année, l'encadrement de l'équipe attend de lui qu'il puisse remplacer dans le rôle de leader John Degenkolb, si celui-ci n'est pas en mesure de tenir sa place. Il confirme la bonne impression laissée lors du Giro, en s'imposant pour la première fois sur une épreuve World Tour, à l'occasion du Tour de Pékin en devançant Nacer Bouhanni lors de la dernière étape.
En 2014, Mezgec s'illustre à la fin du mois de mars en gagnant la Handzame Classic puis trois étapes du Tour de Catalogne. En mai, il dispute le Tour d'Italie. Troisième de la septième étape, il gagne la dernière.En août, après être tombé lors de la première étape du Tour de Pologne, il est deuxième et troisième d'étapes puis abandonne afin de récupérer de ses blessures et de préparer l'Eneco Tour. Il y est deuxième d'étape à Ardooie, devancé par Nacer Bouhanni. Désigné leader de l'équipe Giant pour le Grand Prix de Plouay, il en prend la dix-huitième place. En septembre, il est deuxième du Championnat des Flandres, derrière Arnaud Démare. À la fin du mois, il dispute le championnat du monde sur route, qu'il ne termine pas. Il clot sa saison au Tour de Pékin, où il gagne à nouveau une étape.
En début d'année 2015, il remporte une étape du Tour du Haut-Var. C'est sa seule victoire cette saison. Il dispute le Tour d'Italie, avec pour meilleur résultat une troisième place d'étape, ainsi que le Tour d'Espagne avec un rôle d'équipier.
En 2016, Luka Mezgec s'engage avec l'équipe australienne Orica-GreenEDGE, qui l'engage pour deux saisons afin notamment de compléter le « train » de son sprinter, Caleb Ewan. Il participe ainsi au Giro avec ce dernier. Durant cette année, Mezgec est notamment deuxième du championnat de Slovénie, d'une étape du Tour de Pologne derrière Fernando Gaviria, et neuvième de Paris-Tours.
Fin juillet 2019, il est sélectionné pour représenter son pays aux championnats d'Europe de cyclisme sur route et prend la huitième place de la course en ligne. En août, il renoue avec la victoire au niveau World Tour en gagnant deux étapes du Tour de Pologne. Lors de son succès sur de la 2e étape, il l'emporte dans un sprint disputé en faux plat descendant avec une pointe à 82 km/h, un record sur un sprint massif.
La pandémie de Covid-19 qui sévit dans le monde et l'annulation des courses qui en découle ne permettent pas au coureur slovène de glaner le moindre succès au premier semestre 2020. De retour à la compétition durant l'été il gagne le classement des sprints du Tour de Pologne et termine deuxième de la Bretagne Classic derrière l'Australien Michael Matthews.

## Palmarès sur route et classements mondiaux

### Palmarès
| - 2010 - Classement général de la Coupe des nations Ville Saguenay - 2011 - 1re étape de l'Istrian Spring Trophy - Memorial Henryka Lasaka - 2e du Grand Prix Kranj - 3e du Budapest GP - 3e de Banja Luka-Belgrade II - 2012 - Grand Prix Šenčur - 5e étape des Cinq anneaux de Moscou - 2e, 4e, 6e, 11e et 13e étapes du Tour du lac Qinghai - 2e de Banja Luka-Belgrade I - 2e du Mémorial Henryk Łasak - 3e de Poreč Trophy - 3e du Budapest GP - 3e de Ljubljana-Zagreb - 3e du Trofeo Gianfranco Bianchin - 2013 - 5e étape du Tour de Pékin - 2e de Halle-Ingooigem - 2014 - Handzame Classic - 1re, 2e et 5e étapes du Tour de Catalogne - 21e étape du Tour d'Italie - 1re étape du Tour de Pékin - 2e du championnat de Slovénie sur route - 2e du Championnat des Flandres | - 2015 - 2e étape du Tour du Haut-Var - 2016 - 2e du championnat de Slovénie sur route - 2017 - Champion de Slovénie sur route - 2e étape du Tour de Slovénie - Arnhem Veenendaal Classic - 5e du championnat d'Europe sur route - 2019 - 1re étape du Tour de Slovénie - 2e et 5e étapes du Tour de Pologne - 3e de la Clásica de Almería - 8e du championnat d'Europe sur route - 8e des Trois Jours de Bruges-La Panne - 2020 - 2e de la Bretagne Classic - 2021 - 3e du championnat de Slovénie sur route - 2022 - 6e du championnat d'Europe sur route - 2023 - 2e du championnat de Slovénie sur route |  |

### Résultats sur les grands tours

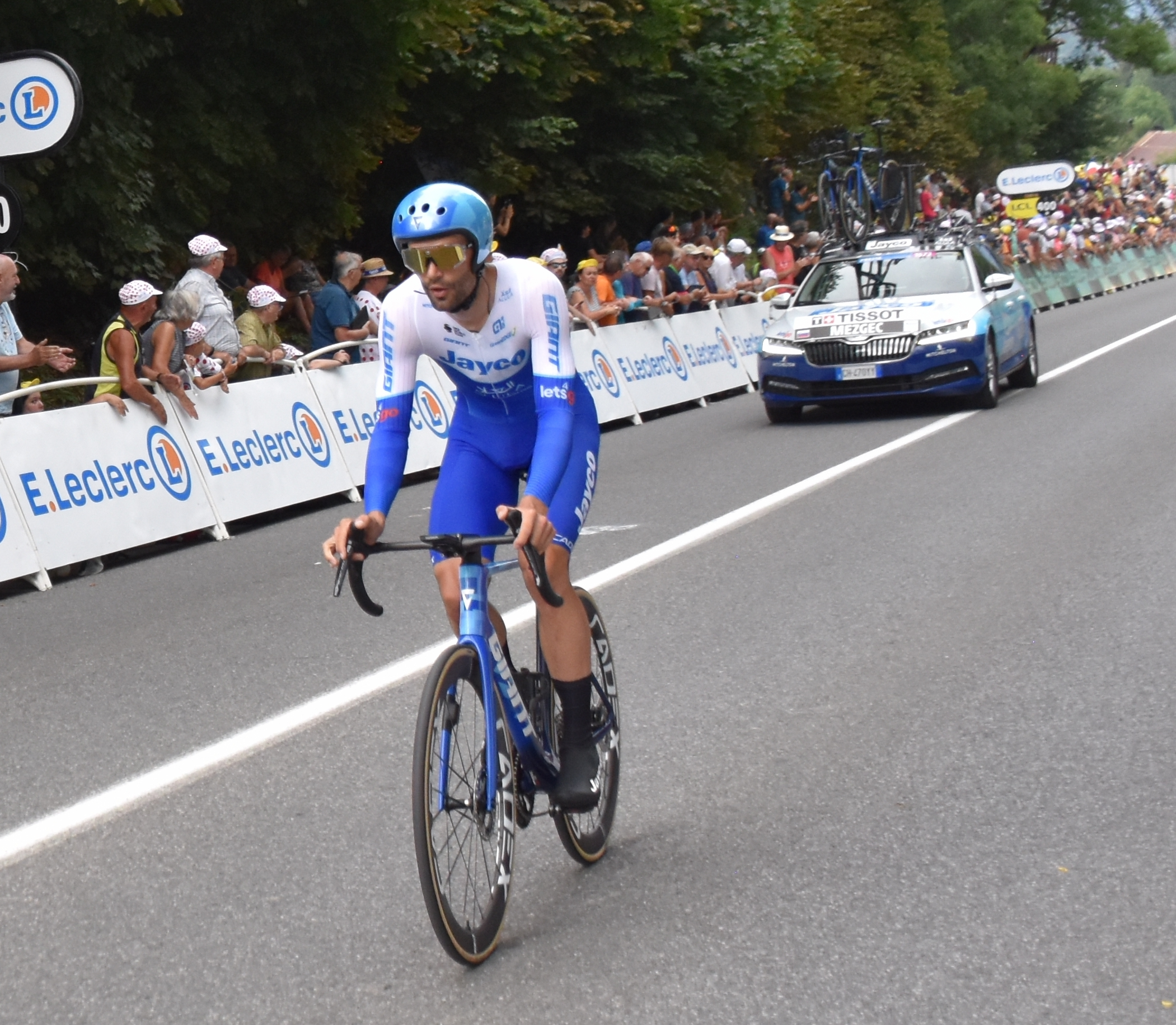
Luka Mezgec- Tour de France 2023 - Contre la montre individuel.

#### Tour de France
6 participations
- 2020 : 88e
- 2021 : 102e
- 2022 : 101e
- 2023 : 112e
- 2024 : 116e
- 2025 : 152e

#### Tour d'Italie
6 participations
- 2013 : 123e
- 2014 : 136e, vainqueur de la 21e étape
- 2015 : 138e
- 2016 : non-partant (17e étape)
- 2017 : 107e
- 2024 : non partant (14e étape)

#### Tour d'Espagne
4 participations
- 2015 : 108e
- 2018 : 141e
- 2019 : abandon (14e étape)
- 2021 : 109e

### Classements mondiaux
| Année                                 | 2010 | 2011 | 2012 | 2013 | 2014 | 2015 | 2016 | 2017 | 2018 | 2019 | 2020 | 2021 | 2022 | 2023 |
| ------------------------------------- | ---- | ---- | ---- | ---- | ---- | ---- | ---- | ---- | ---- | ---- | ---- | ---- | ---- | ---- |
| UCI World Tour                        |      |      |      | 105e | 83e  | 146e | 179e | 187e | 183e |      |      |      |      |      |
| Classement mondial                    |      |      |      |      |      |      | 351e | 154e | 482e | 160e | 73e  | 456e | 258e | 274e |
| UCI Europe Tour                       | 577e | 70e  | 34e  |      |      |      | 419e | 82e  | 825e | 132e | 60e  | 374e | 210e | nc   |
| UCI Asia Tour                         | nc   | nc   | 6e   |      |      |      | nc   | nc   | 305e |      |      |      |      |      |
| UCI America Tour                      | 53e  | nc   | nc   |      |      |      | nc   | nc   | nc   |      |      |      |      |      |
|                                       |      |      |      |      |      |      |      |      |      |      |      |      |      |      |
| Légende : nc = non classéSource : UCI |      |      |      |      |      |      |      |      |      |      |      |      |      |      |

## Palmarès en VTT
- 2009
  -  Champion de Slovénie de cross-country espoirs
- 2015
  -  Champion de Slovénie de cross-country
- 2017
  -  Champion de Slovénie de cross-country

## Palmarès en cyclo-cross
- 2017-2018
  -  Champion de Slovénie de cyclo-cross